# Брылево (посёлок, Кувшиновский район)
Брылёво — поселок в Кувшиновском районе Тверской области. Входит в состав Сокольнического сельского поселения.

## География
Находится в центральной части Тверской области на расстоянии приблизительно 18 км (по прямой) на юго-запад от Кувшиново, административного центра района, у железнодорожной линии Торжок — Соблаго.

## История
Движение по железной дороге Торжок — Соблаго было открыто в 1917 году. Название станции было позаимствовано у ближайшей деревни. Как населенный пункт был впервые отмечен на карте 1980 года.

## Население
| 2008 | 2010 |
| ---- | ---- |
| 15   | →15  |

Постоянное численность населения: 36 человек (русские 100 %) в 2002 году, 15 человек в 2010 году.